# Ancona (Schiff, 1908)
Die Ancona war ein 1908 in Dienst gestellter Transatlantik-Passagierdampfer der italienischen Reederei Italia Società di Navigazione a Vapore, der zwischen Italien und den Vereinigten Staaten verkehrte. Sie wurde am 8. November 1915 südlich von Sardinien vom deutschen, unter österreichischer Flagge fahrenden U-Boot U 38 versenkt, wobei 208 Passagiere und Besatzungsmitglieder ums Leben kamen.

## Das Schiff
Das 8.188 BRT große Dampfschiff Ancona wurde auf der Werft Workman, Clark & Co. im nordirischen Belfast für die italienische Reederei Italia Società di Navigazione a Vapore (allgemein genannt Italian Line) gebaut und lief am 19. Dezember 1907 vom Stapel. Das 147 Meter lange Passagier- und Frachtschiff, das nach der gleichnamigen Stadt an der italienischen Adriaküste benannt wurde, wurde für den Passagierverkehr von Italien in die USA gebaut. Die Ancona hatte zwei Masten, einen Schornstein und zwei Propeller und war für eine Reisegeschwindigkeit von 16 Knoten ausgelegt. Die Passagierunterkünfte waren für 60 Reisende in der Ersten und 2.500 in der Dritten Klasse vorgesehen.
Sie hatte zwei Schwesterschiffe, die ebenfalls 1908 in Dienst gestellt wurden: Die Taormina (8282 BRT), die bei D. & W. Henderson & Company in Glasgow gebaut wurde und die bis 1923 im Dienst war und die Verona (8.240 BRT), die ebenfalls bei Workman, Clark entstand und die am 11. Mai 1918 im Einsatz als Truppenschiff von einem deutschen U-Boot versenkt wurde, wobei 880 Menschen umkamen.
Im Februar 1908 fertiggestellt, lief die Ancona am 26. März 1908 in Genua zu ihrer Jungfernfahrt über Neapel nach New York und Philadelphia aus. Ab 1909 konnten in der Ersten Klasse 120 Passagiere befördert werden und ab 1910 waren die Passagierunterkünfte für 60 Fahrgäste in der Ersten und 120 in der Zweiten Klasse bemessen.

## Versenkung

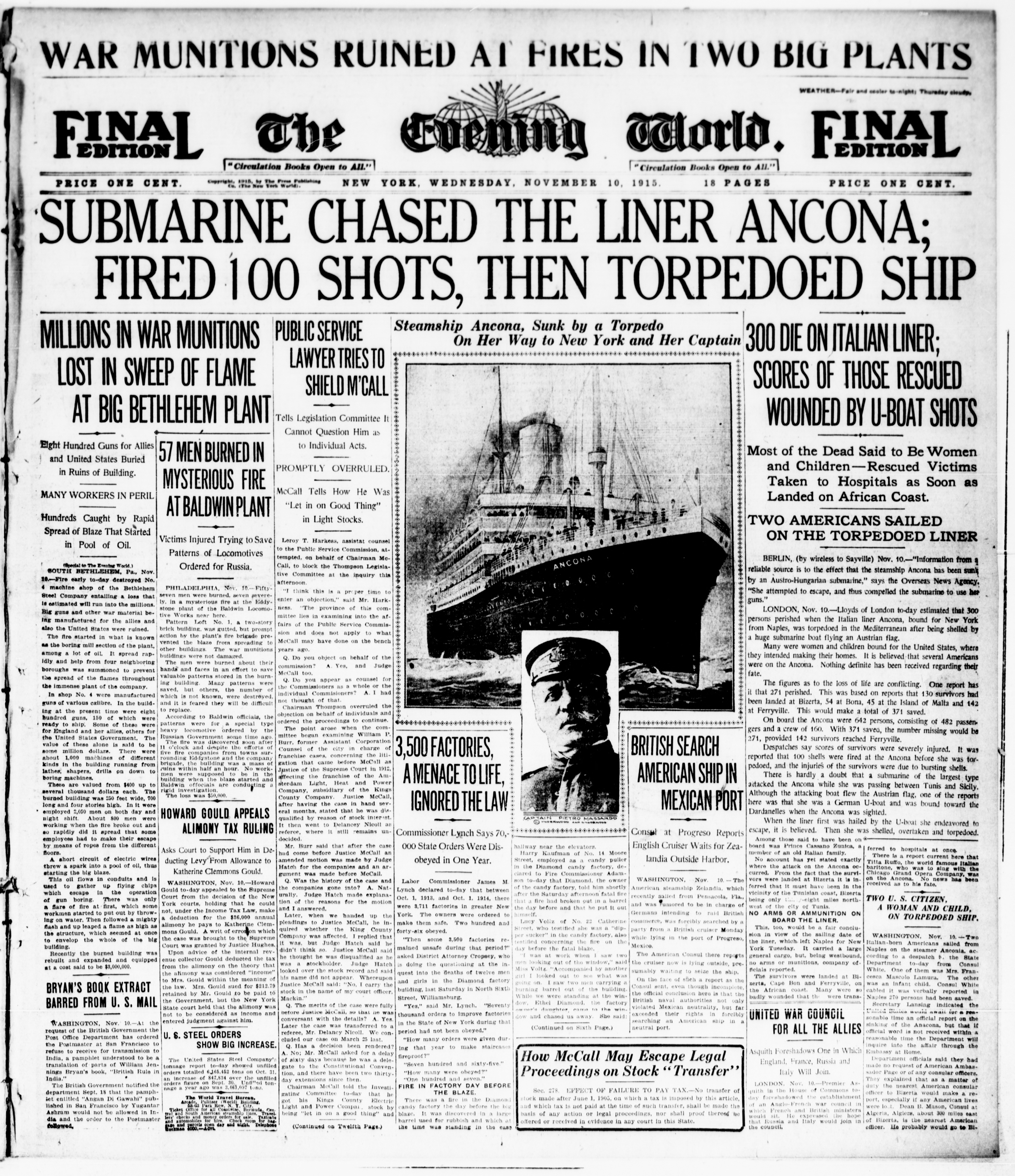
Titelseite der The Evening World vom 10. November 1915.

Die Ancona verließ Neapel mit Ziel Messina am Samstag, dem 6. November 1915 um 23.45 Uhr unter dem Kommando von Kapitän Pietro Massardo mit 174 Besatzungsmitgliedern und 261 Passagieren an Bord, darunter vier in der Ersten, 63 in der Zweiten und 194 in der Dritten Klasse. Die meisten Personen an Bord waren Italiener. Messina wurde am nächsten Tag um 17 Uhr erreicht, wo weitere 61 Reisende zustiegen, darunter 16 in der Zweiten und 45 in der Dritten Klasse. Noch am selben Abend lief die Ancona mit insgesamt 496 Menschen und 2500 Tonnen Fracht mit Ziel New York aus Messina aus.
Am Montagvormittag, 8. November, fuhr der Dampfer nördlich von Kap Carbonara an der Küste Tunesiens westwärts durch dichten Nebel. Als sich gegen 12 Uhr mittags der Nebel lichtete und an Bord gerade das Mittagessen serviert wurde, bemerkte man an Bord des Schiffs, dass es von dem deutschen, aber unter österreichischer Flagge fahrenden U-Boot U 38 unter dem Kommando von Kapitän Max Valentiner verfolgt wurde (Position 38°14′N 10°08′E). Zu diesem Zeitpunkt im Ersten Weltkrieg befand sich Italien bereits im Kriegszustand mit Österreich-Ungarn, aber noch nicht mit dem Deutschen Reich.
Kurz danach eröffnete U 38 das Feuer auf den Passagierliner. Dort kam es zu ersten Todesfällen, da Passagierunterkünfte getroffen worden und Treppenaufgänge zum Teil eingestürzt waren. Kapitän Massardo signalisierte dem Maschinenraum, das Schiff stoppen zu lassen, um Kooperation zu signalisieren. Das U-Boot stoppte ebenfalls und hisste die österreichische Flagge. Kurz danach traf ein Torpedo das Schiff und die Ancona begann, mit dem Bug voran zu sinken. Die Evakuierung verlief chaotisch, da der Beschuss weiterging, die Schlagseite schnell zunahm und das Schiff weiterhin leichte Fahrt machte, wodurch mehrere Rettungsboote beim Aufsetzen auf das Wasser kenterten und ihre Insassen in die See geschleudert wurden. Gegen 14 Uhr sank die Ancona und hinterließ ein großes Feld an Trümmern, Leichen und zum Teil geborstenen Booten.
Der Großteil der Überlebenden wurde von dem französischen Minenleger Pluton aufgenommen und nach Bizerte gebracht. Andere erreichten in ihren Booten die zu Tunesien gehörende Insel Zembra und wurden dort von dem Dampfer Eugenie Resal abgeholt. Kapitän Massardo war unter den Überlebenden, sowie auch der Erste Offizier Andrea Giacomino und der promovierte Schiffsarzt, Tomaso Giordano.
Die Zahlen der Überlebenden und Todesopfer sowie die der amerikanischen Staatsbürger an Bord und die der überlebenden Frauen variieren in den verschiedenen Quellen. Laut Charles Hockings Dictionary of Disasters at Sea During the Age of Steam (1969) gab es 194 Tote, darunter 11 US-Amerikaner. Laut Into the Danger Zone: Sea Crossings of the First World War (2014) von Tad Fitch und Michael Poirier waren es 208 Tote, darunter 9 der 12 US-Amerikaner an Bord. Dwight R. Messimer gibt in Find and Destroy: Antisubmarine Warfare in World War I (2001) 300 Tote an, darunter 20 US-Amerikaner. Die Zahl 208 wird in den meisten Quellen genannt und wird als wahrscheinlich angenommen.
Die 42-jährige Cecile L. Greil, eine promovierte Allgemeinmedizinerin aus New York City und spätere Direktorin des New Yorker Zweigs der Young Women’s Christian Association, die bis dahin in Italien für das Rote Kreuz gearbeitet hatte, war den meisten Quellen zufolge die einzige amerikanische Staatsbürgerin an Bord sowie die einzige überlebende Frau (andere Quellen deuten mehrere, aber wenige überlebende Frauen und Kinder an). Ihre mit drastischen Einzelheiten gefüllte eidesstattliche Aussage über den Untergang vor dem amerikanischen Konsul in Algier, Dean Birchard Mason, am 18. November 1915 wurde in vielen großen amerikanischen Zeitungen abgedrückt und löste große Bestürzung aus.

## Konsequenzen
Die amerikanischen Todesopfer sorgten für schwere Verstimmungen zwischen den USA und Österreich-Ungarn. Eine österreichische Note an die US-Regierung vom 18. November wurde von dieser als unzureichend angesehen, ohne dass es zunächst zu weitergehenden Reaktionen kam. Die Versenkung der Ancona war aber einer von mehreren Vorfällen im U-Boot-Krieg, die mit dazu beitrugen, dass die USA später schließlich in den Ersten Weltkrieg eintraten. Bereits am 7. Mai 1915 war die Lusitania versenkt worden (1.198 Tote, darunter 128 Amerikaner), am 24. März 1916 die französische Kanalfähre Sussex (ca. 50 Tote).